# Baphia leptostemma
Baphia leptostemma là một loài thực vật có hoa trong họ Đậu. Loài này được Baill. miêu tả khoa học đầu tiên.